# Mariazell
Mariazell város Ausztria Stájerország tartományában, Közép-Európa egyik legismertebb Mária-kegyhelye, híres zarándokhely.

## Fekvése

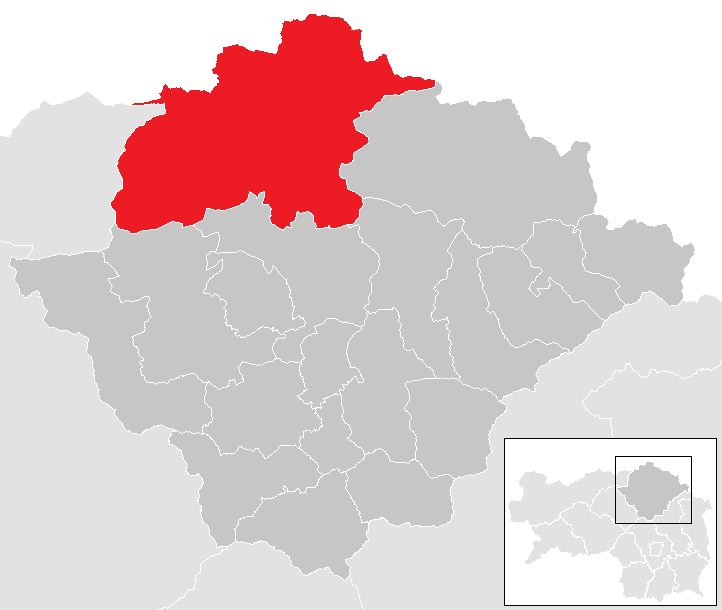
Mariazell a Bruck-mürzzuschlagi járásban

Mariazell Stájerország és Alsó-Ausztria határán fekszik az Északi-Mészkő-Alpokban, a Bürgeralpe (1270 m) lábánál. A város több völgy találkozásánál fekszik, elhagyni minden irányban csak kisebb-nagyobb hágókon és nyergeken keresztül lehet. A szomszédos völgyek sugárirányban ágaznak szét: Salzatal, Walstertal, Grünautal, Aschbachtal, Gollradtal, illetve a már Alsó-Ausztria területén fekvő Erlauftal és Lassingtal. 413,49 km²-ével Stájerország legnagyobb (és Ausztria harmadik legnagyobb) területű önkormányzata és egyben a tartomány legészakibb települése. Legfontosabb folyóvize a Salza, legnagyobb tavai az Erlaufsee és az Hubertussee. Az önkormányzat 5 katasztrális községben (Aschbach, Halltal, Mariazell, St. Sebastian, Weichselboden) 16 települést egyesít: Aschbach (62 lakos 2017-ben), Freingraben (0), Gollrad (96), Greith (51), Grünau (112), Gußwerk (884), Halltal (216), Mariazell (1303), Mooshuben (65), Rasing (68), Rechengraben (15), Sankt Sebastian (859), Schöneben (0), Walstern (19), Wegscheid (99), Weichselboden (37).
A környező önkormányzatok: keletre Neuberg an der Mürz, délkeletre Sankt Barbara im Mürztal, délre Turnau, délnyugatra Thörl, nyugatra Wildalpen, északnyugatra Gaming, északra Mitterbach am Erlaufsee és Annaberg, északkeletre Sankt Aegyd am Neuwalde (utóbbi négy Alsó-Ausztriában).

## Éghajlata
A vidék adottságai miatt éghajlati szempontból Ausztria kevésbé kedvező éghajlatú területeihez tartozik. A telek az átlagnál hidegebbek, a régióhoz tartozó Halltalban nem ritka a -30 °C-os fagy sem. A nyarak is az átlagnál hűvösebbek, jellemző a bőséges csapadék. A legbarátságosabb évszak az ősz, októberben a legmagasabb a napsütéses napok száma és a november a legszárazabb hónap. A csapadék éves mennyisége 1200 mm, a legcsapadékosabb hónap a július és a december, utóbbi miatt a vidék nagyon hóbiztosnak számít, az év 115 napján borítja hótakaró. Ugyanakkor az éghajlat kedvez a köd kialakulásának is, főleg a völgyekben. Mariazellben évente átlagosan 60 napon van köd. Az uralkodó szélirány az északnyugati, de gyakran fúj a Hochschwab irányából délkeleti szél is (főn). A völgyekben a csekély légmozgás miatt gyakori a hőmérsékleti inverzió.

## Története

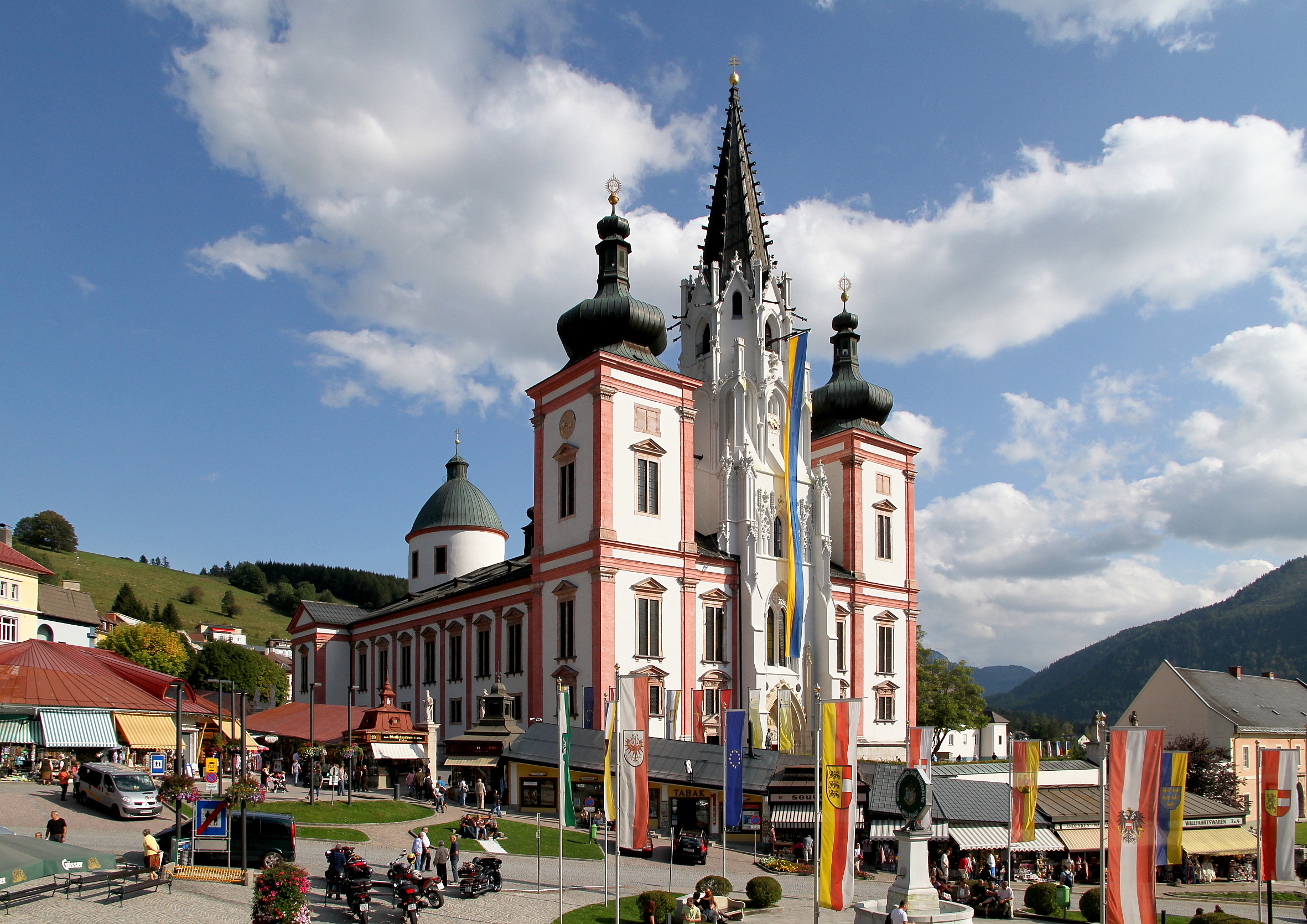
A mariazelli bazilika

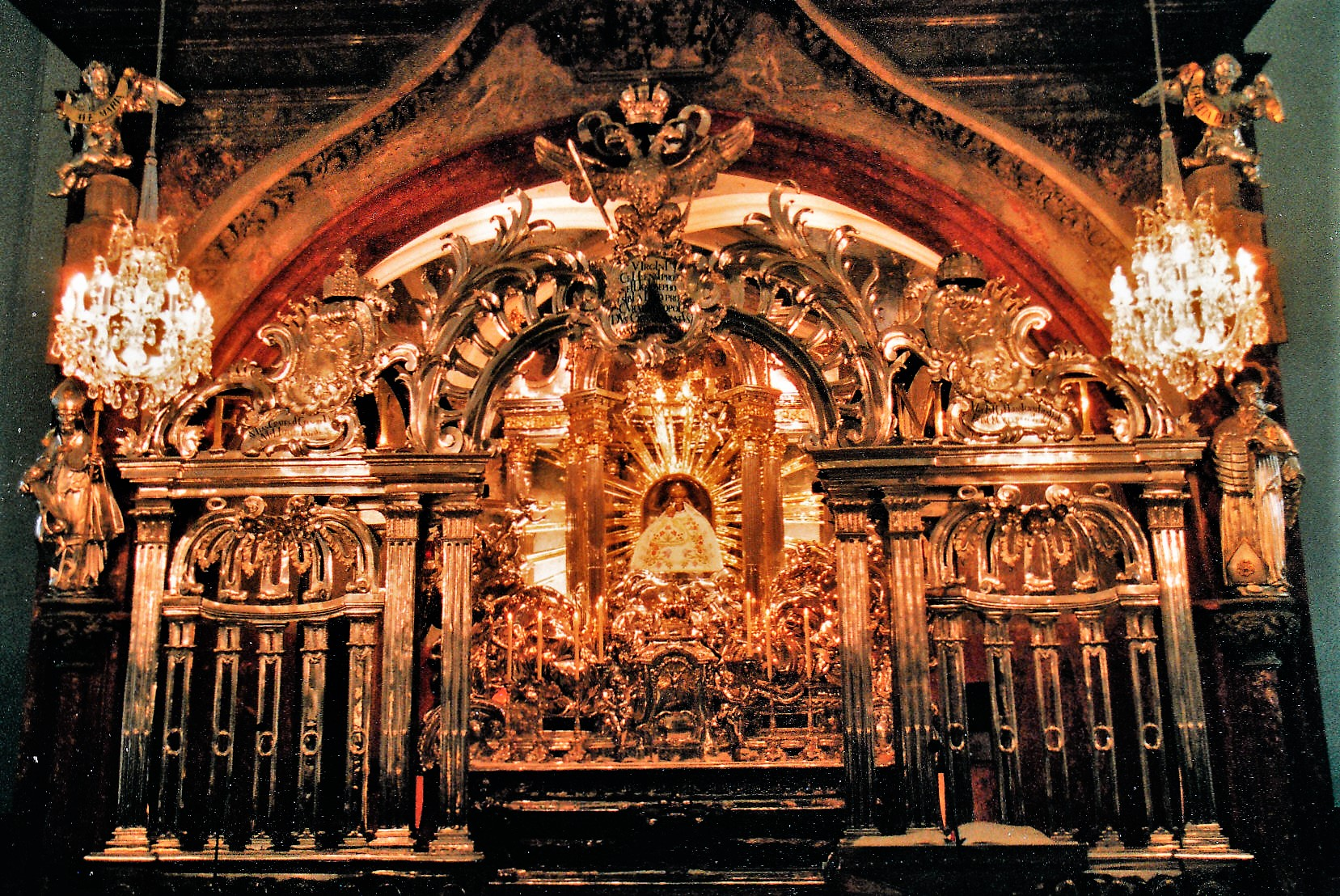
Magna Mater Austriae

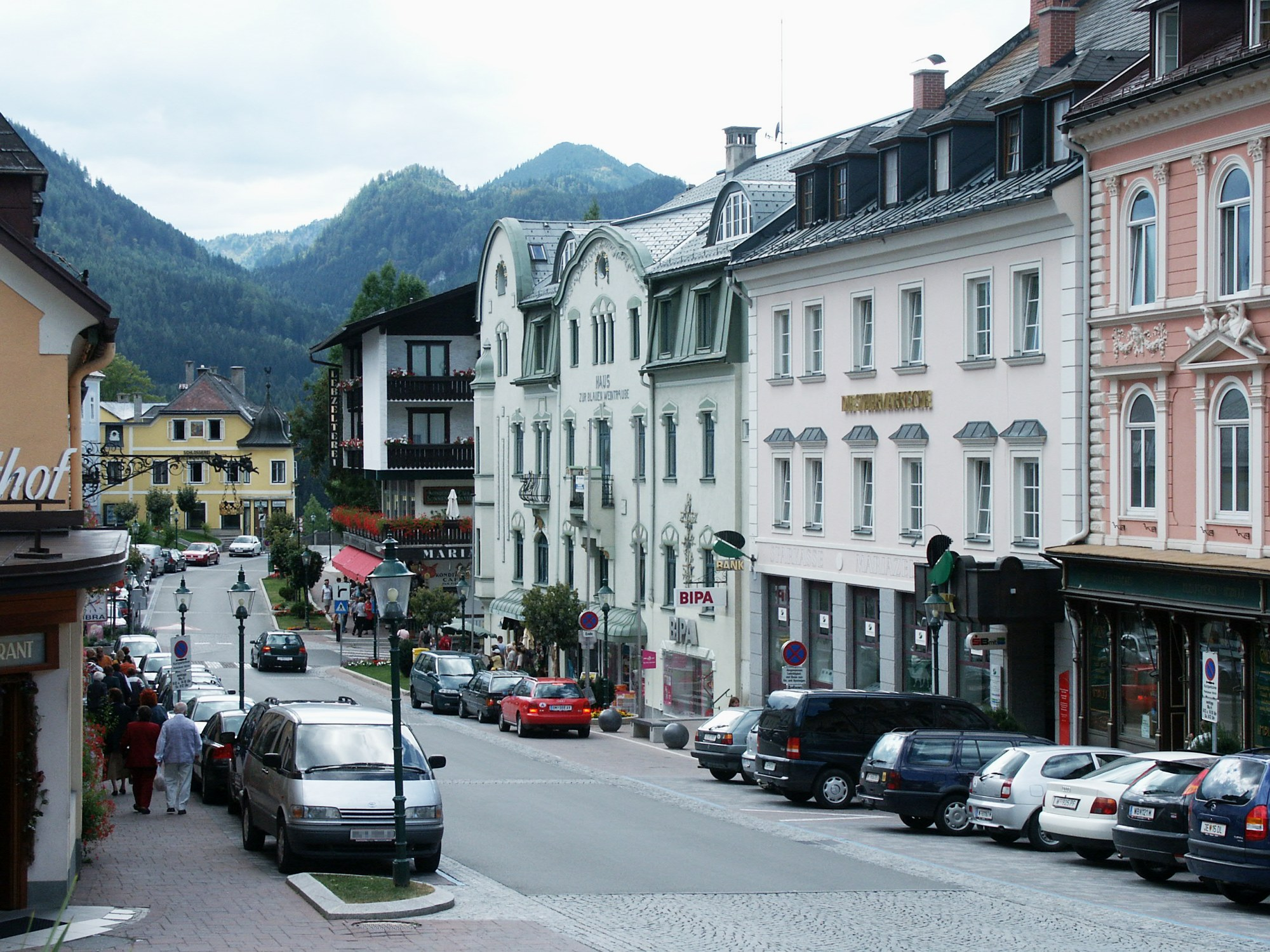
A Grazerstrasse

Időszámításunk előttről, illetve az időszámításunk szerinti első századból nincs bizonyíték állandó településre a vidéken, ám a régió illír-kelta hegy- és folyónevei e törzsek itteni előfordulására utalnak. Valószínűleg ismerhették már a halltali sót is, az i. e. 16. században a rómaiak sóútja is ezen a vidéken haladt át.
A 6. században az avarok uralma idején földművelő szlávok telepedtek le a környék hegyvidékén, erről szintén a helység- és hegynevek tanúskodnak. 1025-ben II. Konrád német-római császár a mai Mariazell területével együtt a mürztali grófság egyes részeit sógornőjének, Beatrixnak ajándékozta. Az ajándékozás körüli vita egészen a pápáig eljutott, a döntést végül Eberhard salzburgi érsek hozta meg, a területet St. Lambrecht apátságának ítélve. A város alapításának napjaként egy IV. Adorján pápától származó oklevél alapján 1157. december 21-ét tartják számon. A Cell név legelőször II. Frigyes osztrák herceg 1243-as oklevelében bukkan fel, amelyben St. Lambrecht apátjának szabad rendelkezést biztosított a Cell környéki só- és ércbevételek fölött. Ezután az apát 1342-ben engedélyt kapott, hogy vásárt rendezzen. Ehhez az addigra jelentősebb településsé vált Mariazellt választotta. 1344-ben kapta meg a település a vásárjogot, amelynek alapján a polgárok kereskedhettek és vásárokat tarthattak. A mostani főtér és a három főbb utca is ebben az időben alakult ki a ma is látható formájában.
A 14. század folyamán a templomot gótikus stílusban többször is átépítették. A törökök 1420-ban jönnek először Mariazellbe, a tüzek megrongálják a házakat és a templomot is. 1474-ben a következő tűzvész újabb pusztítást végzett. 1532-ben visszatértek a törökök, több házat felgyújtottak, ám a templomot ezúttal megkímélték. 1644-ben megkezdődtek a templom barokk stílusú átépítésének munkálatai, amelyek 1780-ig tartanak. 1679-ben I. Lipót császár Mariazellbe látogat, ám kíséretének egy tagja behurcolja a városba a pestist, amelynek 156-an esnek áldozatul. 1683-ban újabb török támadástól tartva a kegyszobrot és a Mária-képet is St. Lambrechtbe szállítják, ám még az év folyamán vissza is kerülnek eredeti helyükre.
1736-ban a frissen férjhez ment Mária Terézia, Lotaringiai Ferenc István herceggel együtt felkereste Mariazellt, majd 1742-ben érckitermelési jogot adott az apátnak Gollrad és Aschbach területére, továbbá engedélyezte egy vasmű építését és üzemeltetését. 1786-ban II. József császár számos kolostorral együtt megszüntette St. Lambrecht apátságát is, ami Mariazellt is érintette. Akadályozták a zarándoklatokat, később teljesen meg is tiltották azokat. 1798-ban újabb hatalmas tűzvész pusztított a településen.
1800-ban újabb tűz pusztított a város más részein, majd 1805-ben a franciák támadásakor Mariazell környékén is harcok folytak. 1809-ben az egyházi kincseket Temesvárra menekítették a franciák elől, akik néhány héttel ezután elfoglalták a települést. A harcok, a fosztogatás és a rossz termés megtizedelték a lakosságot. Az 1816-ban kitört éhínségen János főherceg burgonyaszállítmányokkal próbált segíteni.
A település történetének legnagyobb, 1827-es tűzvésze szinte mindent lángba borított, a templom is nagy károkat szenvedett, ám 1828 és 1832 között nagy áldozatok árán újjáépítették. 1837-ben Mariazellbe látogatott I. Ferdinánd császár, majd a fennállás 700 éves évfordulóján I. Ferenc József császár hitvesével, Erzsébettel. Uralkodása alatt alapították 1849-ben az első csendőrőrsöt, választották 1850-ben az első polgármestert, építették meg 1856-ban a Bürgeralpén az első fa kilátót, és alapították meg 1874-ben a tűzoltóságot. 1892-ben készült el az elektromos művek, amely Mariazell áramellátását biztosította, 1896-ban építették meg az első általános vízvezetéket, majd 1898-ban bezárták a vasművet.
1907-ben Kirchbergből Mariazellig ér a vasútvonal, megünnepelték a település 750 éves fennállását. 1908-ban a templomot bazilika rangjára emelték. Ugyanebben az évben tartotta Matthias Zdarsky az első sítanfolyamokat. 1910-ben harmadik, egyben utolsó alkalommal látogatott Mariazellbe I. Ferenc József, 1911-ben pedig a későbbi utolsó császár, Károly főherceg és hitvese Zita Bourbon–pármai hercegnő járt itt. 1928-ban az elsők között épült meg a Bürgeralpe kabinos drótkötélpályája.
1945-ben a szovjet hadsereg 5000 fővel bevonult Mariazellbe, 1948-ban a település városi rangot kapott.
1966-ban Mariazell a kremsmünsteri apátság fennhatósága alá került, az ezt követő években jelentős felújítási munkálatok kezdődtek az egyházi épületeken. 1983-ban a városba látogatott II. János Pál pápa, az oltár a főtéren áll. Ebből az alkalomból az egész városban nagyszabású felújítási munkálatokat végeztek.
1991-ben Magyarországra, Esztergomba szállították Mindszenty József bíboros hamvait.
1992-ben Mariazell visszakerült az alapító St. Lambrecht apátságának fennhatósága alá.
2007-ben a város fennállásának 850. évfordulója alkalmából 2007. szeptember 8-án ide zarándokolt XVI. Benedek pápa.
A 2015-ös stájerországi közigazgatási reform során a szomszédos Gußwerk, Halltal és St. Sebastian községeket Mariazellhez csatolták.

## A név eredete, legendák
A város neve
1157. december 21-én este érkezett meg a környékre egy Magnus nevű bencés szerzetes St. Lambrechtből az ottani apát megbízására, hogy az itt élők lelkipásztora legyen. Magnus magával hozta fából faragott kedves Mária-szobrát is. Ám az utat egy helyen hatalmas szikla zárta el, amelytől nem tudott tovább menni. A szerzetes a Szűzanyához fordult segítségért, imája meghallgatásra talált, a szikla kettéhasadt, így Magnus folytathatta az útját. Megérkezvén a szobrot egy farönkre tette és kis fakápolnát épített köré („Maria in der Zelle”), amely hamarosan a vidék hitéletének központjává vált.
A Henrik-legenda
Henrik, Morvaország őrgrófja és felesége is olyan súlyos köszvényben szenvedett, hogy már az ágyból sem tudtak felkelni. Egy éjjel álmukban Szent Vencel azt mondta nekik, hogy bízzanak a Szűzanyában és egészségük visszanyerése után zarándokoljanak el hozzá Mariazellbe, ahol hálájuk jeléül emeljenek templomot. Így is tettek, elrendelték a templom megépítését, majd visszatértek hazájukba.
A legendában szereplő Henrik (1197–1222) valószínűleg I. Ottokár király testvére lehet.
A Lajos-legenda
I. Lajos magyar király ellen a törökök 200 000 fős sereggel vonultak, akikkel szemben a 20 000 fős sereg helyzete szinte kilátástalan volt. Lajos ekkor az oltárán tartott Szűzanya kép előtt a magyarok védőasszonyához fordult imájával, hogy a nagy szükségben ne hagyja el Magyarországot. Ezután egy álmában megjelent a Boldogasszony, aki támogatásáról biztosította, avval hogy győzelem esetén Zellbe menjen és templomot építsen, és helyezze oda a képet. Felébredvén a mellén találta azt a Mária-képet, amelyet különben egy kis oltáron tartott. Ezt égi jelnek tekintve vonult a harcba, ahol hatalmas győzelmet aratott a törökök felett. Hálából seregével együtt felkereste Mariazellt, ahol hálája jeléül templomot építtetett, és odaajándékozta az arannyal és drágakövekkel díszített képet és sok más értékes, címerével ellátott kincset.
A legenda történelmi alapokon nyugszik, I. Lajos magyar király 1342 és 1382 között uralkodott, bár a csata időpontja bizonytalan, a történészek a hagyományok alapján az 1364. évet valószínűsítik. Az Eszterás-féle kútforrás (1690) 1363-at említ, azonban a törököket Erdélyben 1345. február 2-án, éppen Gyertyaszentelő Boldogasszony napján verte meg a serege. Osztrák források megerősítik, hogy a templomot gótikus stílusban átépítették 1340–1380 körül.

## Gazdaság
Mariazell a Bruck an der Mur régióhoz tartozik Stájerországon belül. Ebben a régióban korábban főleg az ipar dominált, de az ország más részeihez hasonlóan egyre inkább átkerül a hangsúly a szolgáltató szektorra. Míg az elsődleges és másodlagos szektorban rohamosan esik a foglalkoztatottak száma, a szolgáltatások és a turizmus területén szinte ugyanilyen ütemben nő. A régió két nagyobb városa (Bruck an der Mur, Kapfenberg) biztosítja a munkahelyek mintegy 70%-át, mögöttük 5%-kal Mariazell a harmadik helyen áll. Mariazell legjelentősebb bevételi forrása a turizmus, nagyjából minden negyedik munkahelyet a vendéglátás és a szálláshelyek biztosítják. A régió gazdasági adatai (bevételek, foglalkoztatottság, munkanélküliség) csak nagyon kis mértékben térnek el az országos átlagoktól.
A városban számos kisvállalkozás működik, ahol hagyományos termékeket, használati tárgyakat készítenek. Közülük talán a leghíresebb a likőrüzem, ahol tradicionális recept alapján gyógynövényekből készítik a gyomorkeserűt, illetve a mézeskalácsüzem, amely szintén régi recept alapján gyártja a híres mariazelli mézeskalácsot. Mindkét üzem látogatható is.
Lakosság:
Az alpesi kisvárosban jelentős számban találhatók magyarok (mintegy 100 fő) és szlovákok. Ők elsősorban az idegenforgalomban tevékenykednek. Mariazellen bárhol találkozhatunk magyar szóval. Magyar tulajdonú hotelek is vannak (Magnus Klause, Haus Franziskus, Haus Daniel, Der goldene Krone stb.)

## A zarándokhely

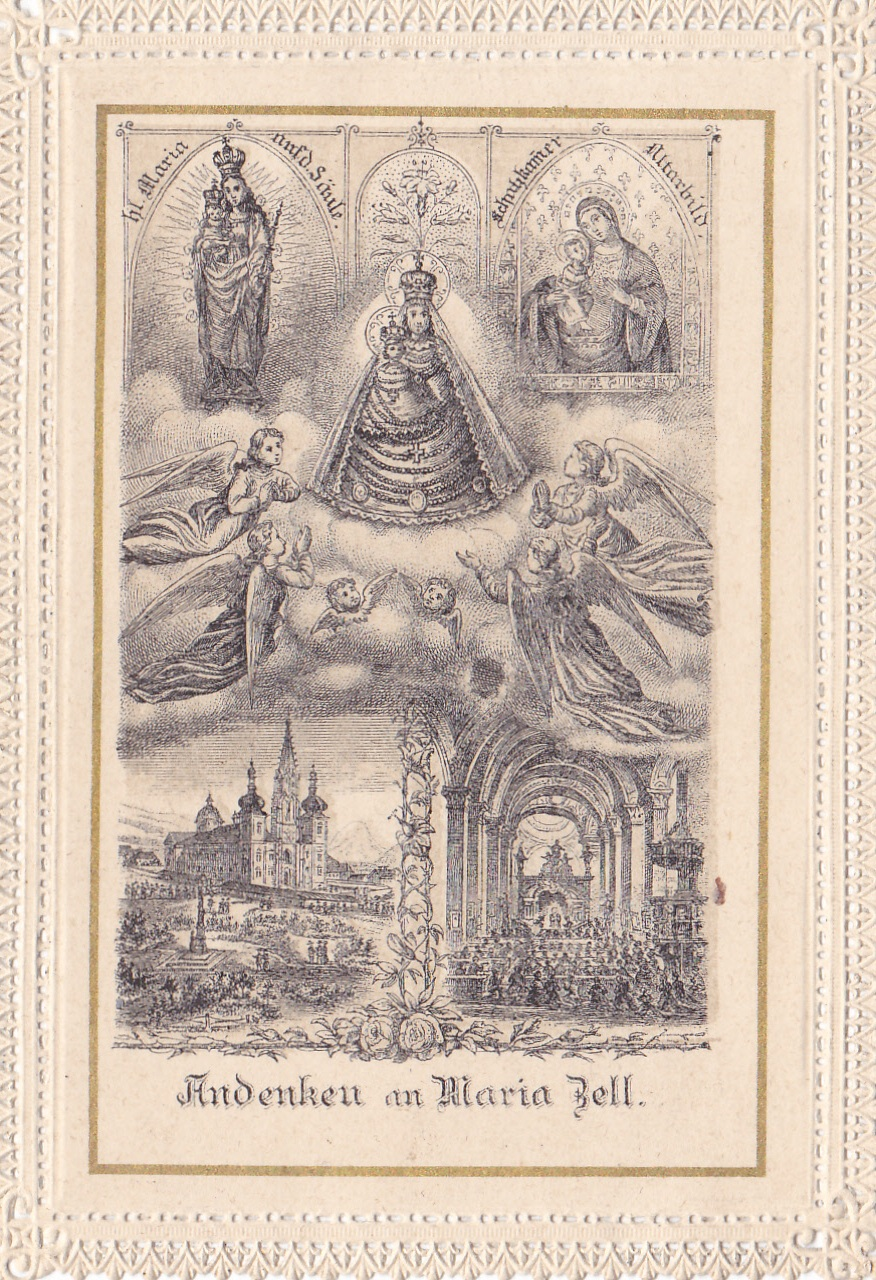
Emléklap a zarándokoknak a II. világháború előttről

A város Közép-Európa egyik legjelentősebb Mária-kegyhelye, évszázadok óta keresik fel a zarándokok a csodatévő Szűzanya segítségében bízva. A Szűzanyát számos néven tisztelik: Magna Mater Austriae, Alma Mater Austriae, Gnadenmutter von Mariazell, Alma Mater Gentium Slavorum, Magna Domina Hungarorum. A bazilika két legfontosabb kincse a Máriát és a kis Jézust ábrázoló kegyszobor és az I. Lajos által adományozott Szűz Mária-kép. A kegyszobor 48 cm magas, fából készült és Máriát ábrázolja, aki a jobb karjában tartja a kis Jézust. Mária a baljával a gyermeknek egy körtét nyújt, a gyermek pedig a jobbjával egy almát az édesanyjának. A szobrot díszes ruhába öltöztetik az év három legfontosabb ünnepnapján: Nagypénteken, Mária születésének napján (szeptember 8.) és a város alapításának napján (december 21.). Ezeket a drága anyagokból és csipkékből készült ruhákat nemes hölgyek készítették és adományozták, a ma látható darabok zömmel a 19-20. századból származnak. A Madonna és a kis Jézus koronái is adományok, általában a Rudnay Sándor hercegprímás által 1821-ben adományozott és X. Piusz pápa által 1908-ban megáldott koronapár látható a kegyszobron.
Zarándokok már a 12. századtól érkeztek Mariazellbe, de a létszámuk az 1330-as évektől nőtt meg. A hely népszerűsége egészen II. József zarándoklatokat megtiltó rendeletéig növekedett és a tiltás feloldása után újra töretlenül nőtt napjainkig, amikor évente kb. egymillió búcsújáró keresi fel a várost. Egyes becslések szerint közülük minden hatodik gyalogosan érkezik. A tradicionális zarándokútvonalakat 1100 km hosszban 1981-ben foglalták "Mariazelli zarándokútvonalak 06" néven egységes rendszerbe, ezek Bécsből, Burgenlandból, Alsó-Ausztriából, Stájerországból, Felső-Ausztriából és Karintiából vezetnek Mariazellbe.
Minden év augusztusában a Mariazellben lévő Mária kegyhelyen tartják a gradistyei horvátok éves nagy zarándoklatát, ami azt jelenti, hogy Ausztriából, Szlovákiából és Magyarországról a Győri- és Szombathelyi egyházmegyékből - egy időben kelnek útra a gyalogos csoportok, hogy egy hétvégén keresztül együtt imádkozzanak, énekeljenek, kéréseiket, kívánságaikat és hálájukat kifejezve mondjanak köszönetet a mariazelli Szűzanyának jótéteményeiért. Az esemény évente és a peresznyei, horvátzsidányi, nardai, szentpéterfai, kőszegi, csepregi, undi, kópházai horvátok részvételével zajlik. A négy napos túrát szentmise zárja, majd másnap kerül átadásra az Utazó Szűzanya szobra, amelyet minden évben más-más gradistyei horvát település lát vendégül már 1973 óta. Horvátzsidány 1992-ben, Kópháza 1997-ben, Szentpéterfa pedig 2000-ben részesült e megtiszteltetésben.

## Lakosság
A mariazelli önkormányzat területén 2017 januárjában 3886 fő élt. A lakosságszám 1910-ben érte el csúcspontját 7168 fővel, azóta kisebb ingadozásokkal csökkenő tendenciát mutat. 2015-ben a helybeliek 92,3%-a volt osztrák állampolgár; a külföldiek közül 1,6% a régi (2004 előtti), 4,3% az új EU-tagállamokból érkezett. 0,6% a volt Jugoszlávia (Szlovénia és Horvátország nélkül) vagy Törökország, 1,4% egyéb országok polgára. 2001-ben a lakosok 82,5%-a római katolikusnak, 8,2% evangélikusnak, 1,9% mohamedánnak, 4,3% pedig felekezet nélkülinek vallotta magát. Ugyanekkor 7 magyar élt a városban. A legnagyobb nemzetiségi csoportot a német mellett a horvátok alkották 1%-kal.

## Látnivalók

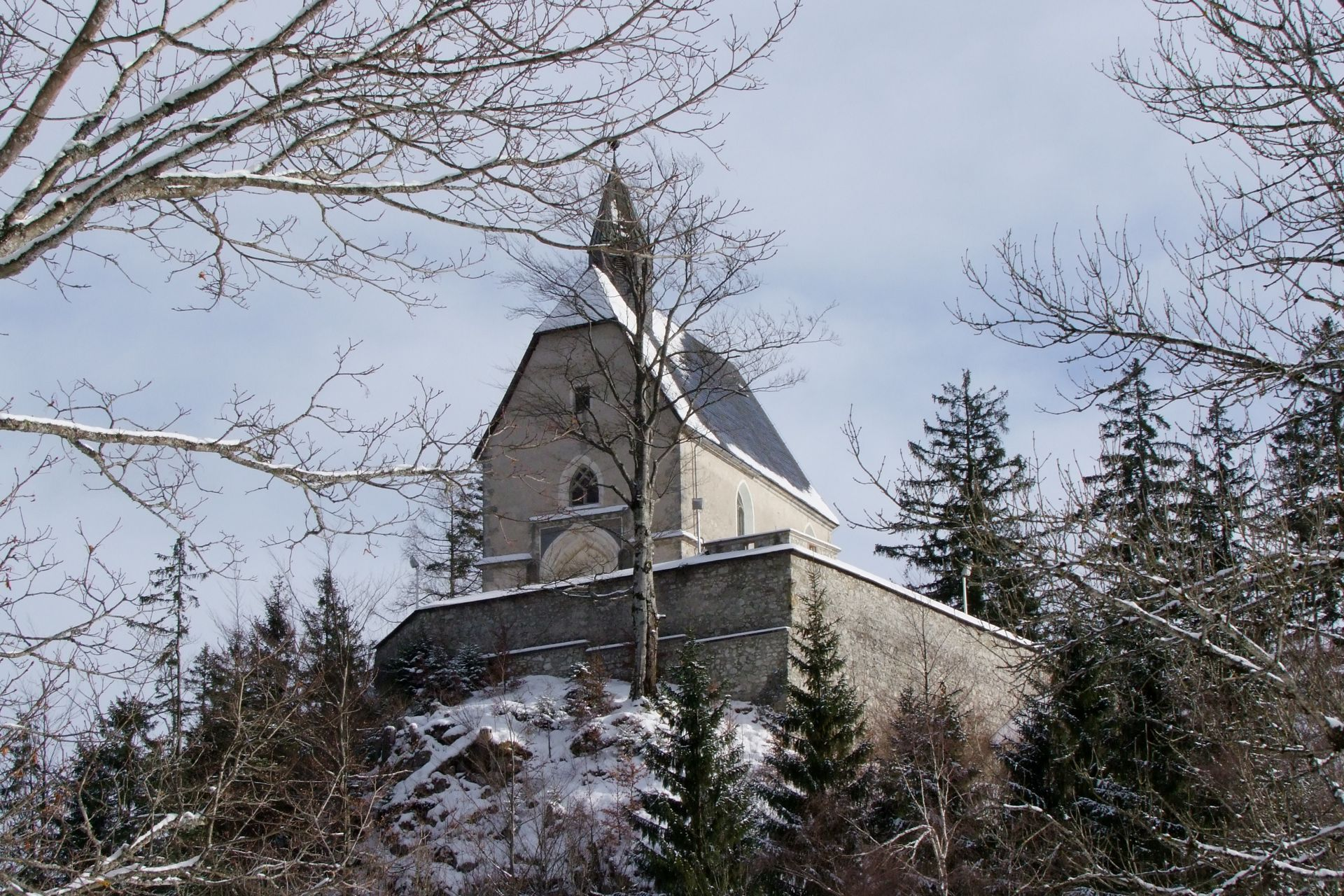
Skt. Sebastian Szt. Zsigmond-temploma

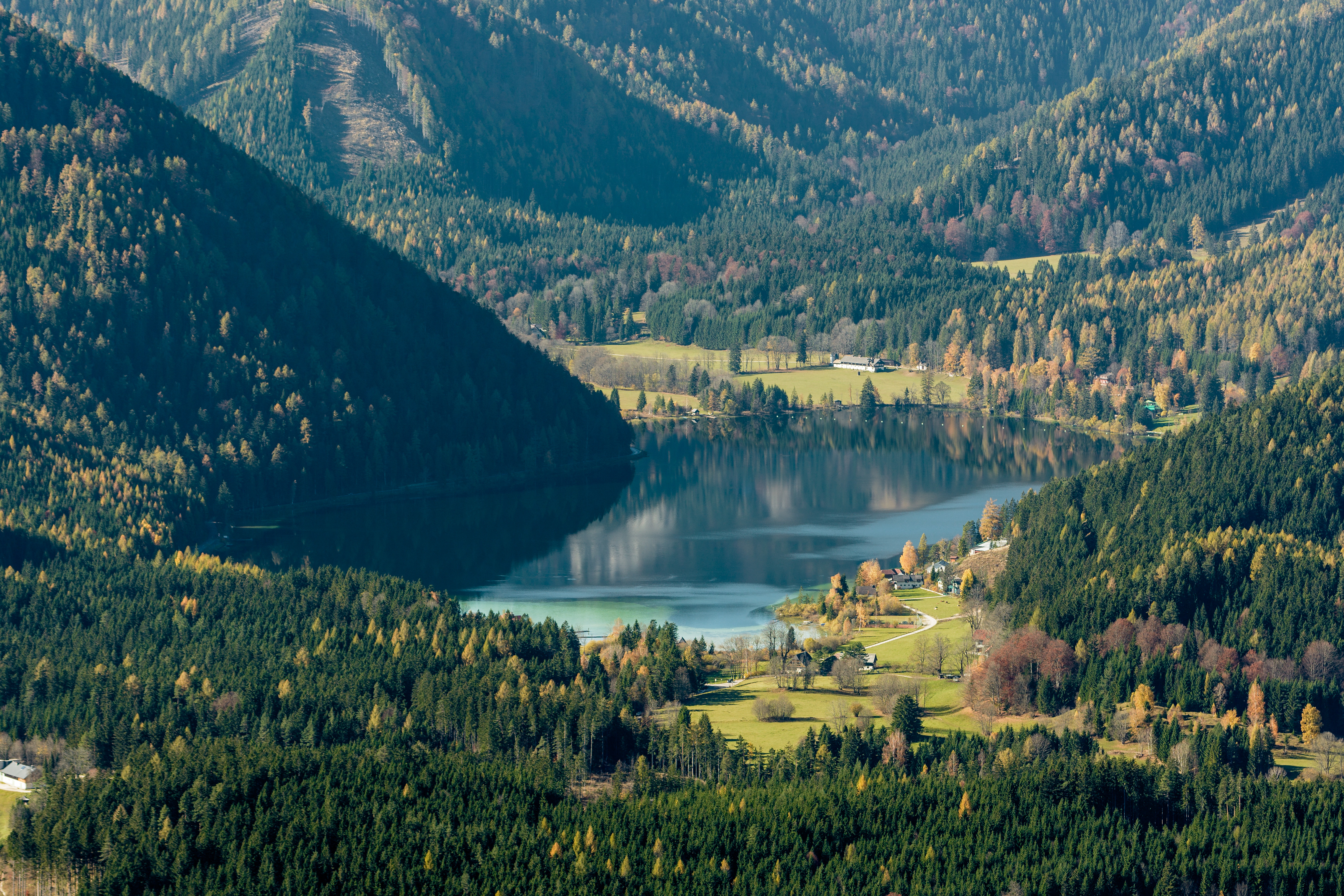
Az Erlaufsee

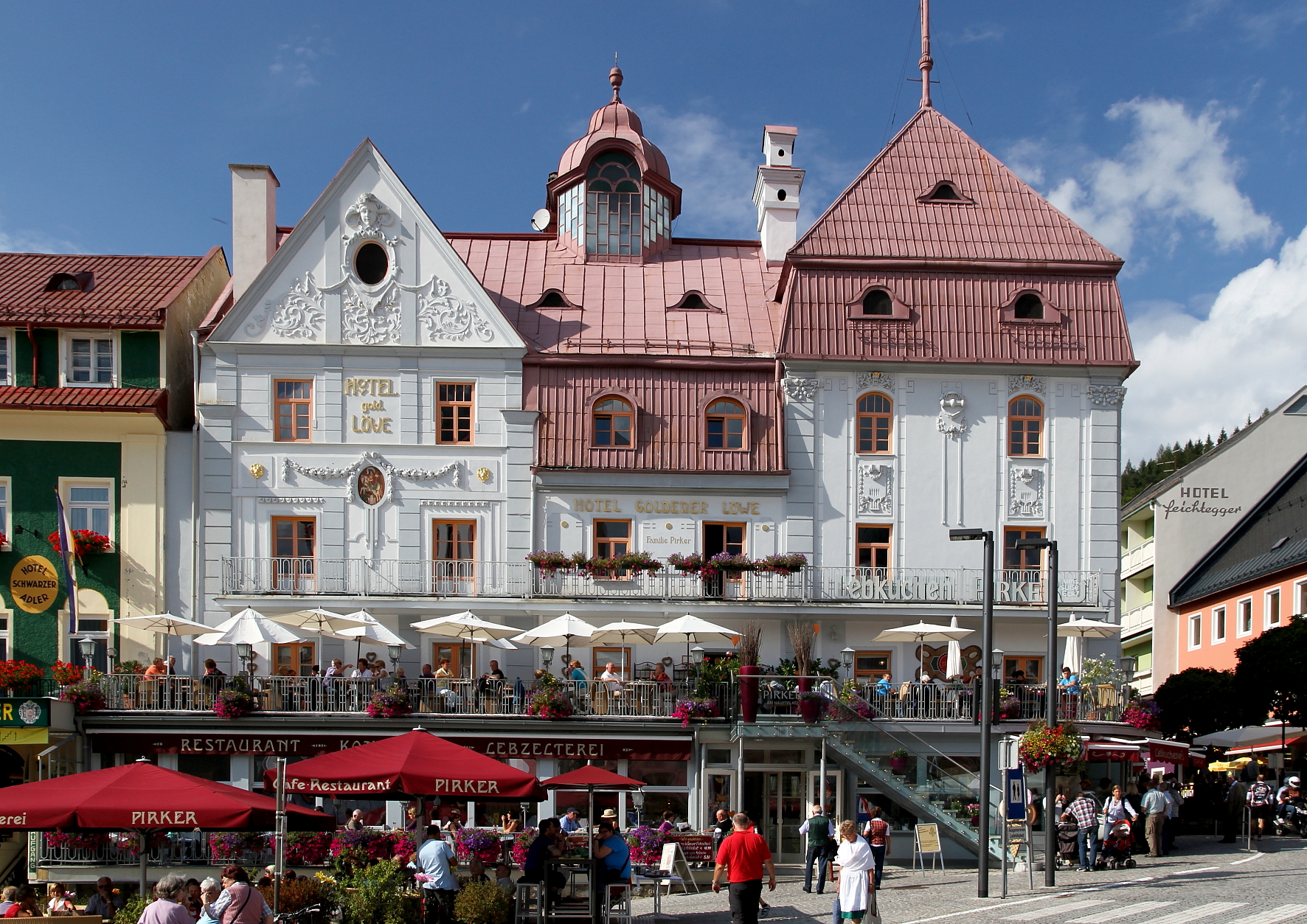
Az Arany Oroszlán szálló

- Bazilika: a jellegzetes, háromtornyú templom a város jelképe. Különleges módon ötvözi a gótika és a barokk jegyeit, oltárát Fischer von Erlach készítette.
- Magnus sziklája (Ursprungsfelsen): a legenda szerint ez a szikla zárta el a szerzetes útját, ám imái hatására kettéhasadt, ide vezetik vissza a város eredetét. A sziklához jelölt turistaút vezet.
- Bányászmúzeum Gußwerkben: az egykori k.u.k. vasöntöde épületében látható a vidék bányászatának történetét bemutató kiállítás.
- Múzeumvillamos (Museumstramway): Mariazell vasútállomásán látható a világ legrégibb gőzvillamosa. A korhűen helyreállított kocsik a 19. század hangulatát idézik a rövid utazás során.
- Mariazellerbahn: a 83 km hosszú keskeny nyomtávú kisvasút romantikus utazási alternatívát kínál Sankt Pölten és Mariazell között.
- Bürgeralpe: Mariazell 1267 m magas hegyére gyalogosan vagy kabinos felvonóval is fel lehet jutni. A szép kilátás mellett a hegyen számos sípálya, egy kilátó, egy élménypark és több hangulatos alpesi kunyhó várja a látogatókat.
- Holzknechtland élménypark: a Bürgeralpén található élménypark a favágók életét mutatja be.
- Gemeindealpe: már Alsó-Ausztria területén található a mariazelli vidék legmagasabb pontja. Az 1626 méter magas hegyre ülőliftekkel lehet feljutni, ahonnan csodálatos panoráma nyílik a környező hegyvidékre. Télen közkedvelt síterep. A hegyről gokarttal és terepbiciklivel is le lehet gurulni.
- Salza: a 88 km hosszú folyó jól ismert a vadvízi túrázók körében.
- Szent kút (Heiliger Brunnen): a kút vizének gyógyító erőt tulajdonítanak, így a zarándokok is gyakran visznek belőle haza.
- Mechanikus betlehem: a Kálváriahegyen egy magánházban látható egyedülálló bethlehem 12 újtestamentumi jelenetet ábrázol összesen 130 mozgó figurával.
- Erlaufsee: Ivóvíz minőségű tó, mely nyáron strandolásra ad lehetőséget. A kristálytiszta tó búvárkodásra is alkalmas.
- Hubertussee: Gyönyörű kirándulásra alkalmas tó a Walster völgyében.

## Testvérvárosai
Mariazell 2004. május 1-jén nyert felvételt az 1996-ban alapított Európai Szentélyek szervezetébe, amelynek a következő európai Mária-kegyhelyek a tagjai:
- Fatima, Portugália
- Lourdes, Franciaország
- Loreto, Olaszország
- Czestochowa, Lengyelország
- Altötting, Németország
- Esztergom, Magyarország (2002)